# Teudis formosus
Teudis formosus là một loài nhện trong họ Anyphaenidae.
Loài này thuộc chi Teudis. Teudis formosus được Eugen von Keyserling miêu tả năm 1891.